# Ataenius cribrithorax
Ataenius cribrithorax är en skalbaggsart som beskrevs av Bates 1887. Ataenius cribrithorax ingår i släktet Ataenius och familjen Aphodiidae. Inga underarter finns listade.